# Колокол с «Лутины»

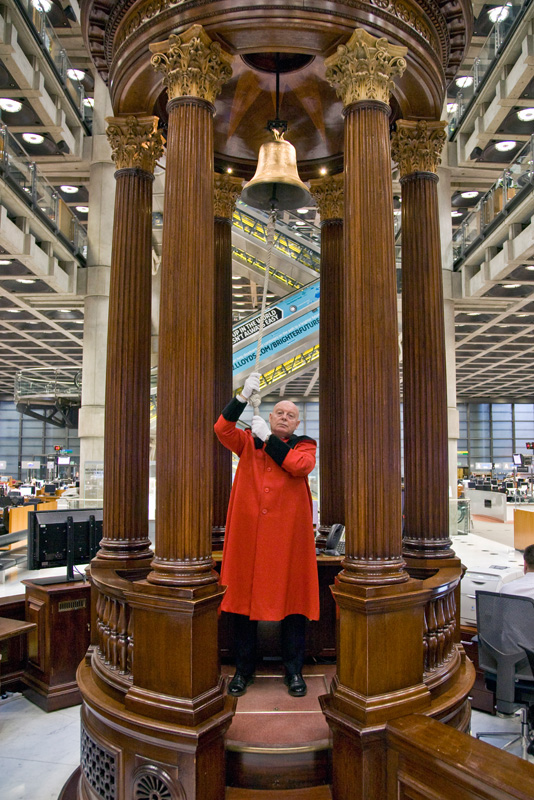
Колокол с «Лутины» в современном здании корпорации Lloyd’s of London

Колокол [с] «Лути́ны» (англ. Lutine bell; МФА [luː'tiːn,bel]) — выражение из истории страхового дела, символизирующее традиции морского страхования. Возникло от корабельного колокола, снятого с британского парусного фрегата «Лути́на» («Люти́на»; в некоторых изданиях — «Лути́н», «Люти́н»; англ. Lutine) и установленного в здании страховой корпорации Lloyd’s of London.

## История

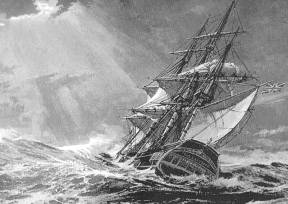
Гибель «Лутины»

Французский фрегат La Lutine («Шалунья»), заложенный в Тулоне в марте 1779 года и спущенный на воду 11 сентября того же года, в 1793 году был захвачен в порту британским Королевским флотом. Во время осады Тулона «Лутина» была превращена в бомбардирский корабль для борьбы с республиканскими батареями. После падения Тулона фрегат был официально взят в британскую службу и переведён на Северное море, где использовался для конвоирования транспортов в голландских водах.
В октябре 1799 года «Лутина» под командованием капитана Ланселота Скиннера (англ. Lancelot Skynner) получила приказ доставить груз слитков и других ценностей на сумму 1 200 000 фунтов стерлингов (эквивалент 81 176 969 фунтов стерлингов в ценах 2007 года) для гамбургских банков. Корабль вышел из Грейт-Ярмута, Англия в Куксхафен, Германия. Вечером 9 октября 1799 года во время сильного шторма корабль сел на мель в районе Терсхеллинга и разбился. Из примерно 240 (по другим данным 269) человек, находившихся на борту, спаслись один или два.
Из-за высокой ценности груза катастрофа обросла множеством вымыслов. Некоторые авторы утверждают, что на борту были также деньги для выплаты жалованья английской и русской армиям, в тот момент воевавшим в Нидерландах. На самом деле жалованье доставил другой корабль. Другие называют среди груза бриллианты и драгоценности, золото в слитках и серебро в монетах. Точно известна только общая оценка груза и сумма страховки.
Весь груз был застрахован в страховой корпорации Lloyd’s of London, полностью выплатившей размер ущерба. В соответствии с условиями договора страхования в силу абандона страховщик стал обладателем потерянного во время крушения золота после выплаты страхового возмещения. Однако возможность поднять драгоценный груз «Лутины» корпорация Ллойда получила не сразу. Первоначально король Нидерландов Виллем I объявил груз затонувшего между голландскими островами Влиланд и Терсхеллинг фрегата собственностью королевства, так как Нидерланды находились в состоянии войны с Великобританией. Спустя некоторое время он передал концессию на подъём груза с морского дна королю Соединённого королевства Георгу IV, в свою очередь уступившему это право корпорации Ллойда. После этого часть потерянного груза была поднята со дна моря и возвращена законному владельцу — коропорации Lloyd’s of London — за вычетом части спасённого груза, полагающейся спасателю в качестве вознаграждения за спасение.
Колокол с судна был поднят и установлен в корпорации Lloyd’s of London 17 июля 1858 года, в то время располагавшейся в здании Королевской биржи в Лондоне. С 1986 года колокол находится в современном здании корпорации Lloyd’s of London на Лайм-стрит.

## Назначение
С 1858 года колокол весом 106 фунтов (48 кг) и диаметром 17,5 дюймов постоянно находится в штаб-квартире корпорации Ллойда. Первоначально колокол использовался для извещения о событиях, произошедших с застрахованными судами. Один удар колокола свидетельствовал о потере судна. Два удара колокола говорили о том, что судно благополучно вернулось. Данные известия предназначались для брокеров и поручителей корпорации Lloyd’s. После удара колокола прекращались все операции по страхованию и перестрахованию судна.
Впоследствии от этой традиции постепенно отказались. Так, за время Второй мировой войны колокол звонил лишь однажды, дав один удар в честь потопления немецкого линкора «Бисмарк». Нацистский  радиопропагандист лорд Хау-Хау заявлял, что колокол должен звонить постоянно, в связи с большими потерями кораблей и судов союзников в ходе битвы за Атлантику. Последний раз о потере судна колокол «Лутины» звонил в 1979 году, а по поводу благополучного возвращения судна — в 1989 году.
С тех пор колокол звонит только по особым случаям. Два удара дают по случаю визита почётных гостей. Один раз он звонил в связи с кончиной члена королевской семьи — принцессы Уэльской Дианы (1997), а также по случаю крупных катастрофических событий: террористических актов 11 сентября 2001 года, землетрясения в Индийском океане в 2004 году, террористической атаки в Лондоне 7 июля 2005 года. Колокол также звонит один раз в начале и в конце двухминутной паузы в День перемирия, отмечаемый ежегодно 11 ноября.
Здесь же имеется кресло, сделанное из деревянного руля, поднятого с затонувшего фрегата в 1859 году — через шестьдесят лет после гибели судна. Кресло предназначалось для председателя комитета Lloyd’s of London.

## В популярной культуре
- Упоминанием одиночного удара колокола завершается стихотворение Иосифа Бродского «Новый Жюль Верн» из сборника «Урания» (1976).